# Antinoe microps
Antinoe microps är en ringmaskart som beskrevs av Johan Gustaf Hjalmar Kinberg 1856. Antinoe microps ingår i släktet Antinoe och familjen Polynoidae. Inga underarter finns listade i Catalogue of Life.